# Emma Caulfield
Emma Caulfield Ford (San Diego, 1973. április 8. –) amerikai színésznő.
Legismertebb alakítása Anya Jenkins a Buffy, a vámpírok réme című sorozatban. A Beverly Hills 90210 című sorozatban is szerepelt.

## Élete és pályafutása
1973. április 8-án született San Diegóban. Első komolyabb szerepe a Beverly Hills 90210 című sorozatban volt. 1998 és 2003 között a Buffy, a vámpírok réme című sorozat főszereplője volt. 2012-ben a Husbands című sorozatban szerepelt. 2012-ben és 2016-ban az Egyszer volt, hol nem volt című sorozatban alakította a Vak boszorkányt.

## Magánélete
2006 és 2010 között Cornelius Grobbelaar felesége volt. 2016-ban Caulfield megerősítette, hogy gyermeket vár Mark Leslie Forddal. Még abban az évben életet adott egy kislánynak.
2010-ben szklerózis multiplexet diagnosztizáltak nála. A diagnózist csak 2022-ben hozta nyilvánosságra.

## Filmográfia

### Filmek
| Év   | Magyar cím       | Eredeti cím                | Szerep          | Magyar hang  |
| ---- | ---------------- | -------------------------- | --------------- | ------------ |
| 2003 | A sötétség leple | Darkness Falls             | Caitlin Greene  | Madarász Éva |
| 2004 |                  | Bandwagon                  | önmaga          |              |
| 2009 | Szerelemóra      | Timer                      | Oona O'Leary    |              |
| 2009 |                  | Why Am I Doing This?       | Amber           |              |
| 2010 |                  | Confined                   | Victoria Peyton |              |
| 2010 |                  | Removal                    | Jennifer        |              |
| 2014 |                  | Back in the Day            | Molly           |              |
| 2014 |                  | Telling of the Shoes       | Alexandra       |              |
| 2015 |                  | America Is Still the Place | Fran            |              |

### Televíziós szerepek
| Év         | Magyar cím                   | Eredeti cím                      | Szerep                                                | Megjegyzések                              |
| ---------- | ---------------------------- | -------------------------------- | ----------------------------------------------------- | ----------------------------------------- |
| 1994       |                              | Burke's Law                      | Beth                                                  | 1 epizód                                  |
| 1994       | Renegade – A fejvadász       | Renegade                         | Cindy Moran                                           | 1 epizód                                  |
| 1994       |                              | Saved by the Bell: The New Class | Brady                                                 | 1 epizód                                  |
| 1995       |                              | Weird Science                    | Phoebe Hale                                           | 1 epizód                                  |
| 1995, 1997 | Drága testek                 | Silk Stalkings                   | Ray Washburn / Kate Donner                            | 2 epizód                                  |
| 1995–1996  | Beverly Hills 90210          | Beverly Hills, 90210             | Susan Keats                                           | mellékszereplő                            |
| 1996–1997  |                              | General Hospital                 | Lorraine Miller                                       | mellékszereplő                            |
| 1998       | Nash Bridges – Trükkös hekus | Nash Bridges                     | riporter                                              | 1 epizód                                  |
| 1998–2003  | Buffy, a vámpírok réme       | Buffy the Vampire Slayer         | Anyanka "Anya" Jenkins / Anya Emerson                 | főszereplő magyar hangja Törtei Tünde     |
| 2004       |                              | I Want to Marry Ryan Banks       | Charlie Norton                                        | tévéfilm                                  |
| 2004       | Monk – A flúgos nyomozó      | Monk                             | Meredith Preminger                                    | 1 epizód                                  |
| 2006       |                              | In Her Mother's Footsteps        | Kate Nolan                                            | tévéfilm                                  |
| 2006, 2007 | Robotcsirke                  | Robot Chicken                    | Nancy / McGonagall professzor / Vak boszorkány (hang) | 3 epizód                                  |
| 2007       |                              | A Valentine Carol                | Ally Simms                                            | tévéfilm                                  |
| 2009       | Doktor Addison               | Private Practice                 | Leanne                                                | 1 epizód                                  |
| 2010–2011  |                              | Gigantic                         | Sasha                                                 | mellékszereplő                            |
| 2010–2011  | Derült égből család          | Life Unexpected                  | Emma Bradshaw                                         | mellékszereplő magyar hangja Mezei Kitty  |
| 2011       | Lépéselőnyben                | Leverage                         | Meredith                                              | 1 epizód                                  |
| 2011       |                              | Prime Suspect                    | Montana                                               | 1 epizód                                  |
| 2012       |                              | Husbands                         | interjúkészítő                                        | 2 epizód                                  |
| 2012       |                              | Leap Year                        | Smiley                                                | 1 epizód                                  |
| 2012       | Luxusdoki                    | Royal Pains                      | Winnie                                                | 1 epizód                                  |
| 2012, 2016 | Egyszer volt, hol nem volt   | Once Upon a Time                 | Vak boszorkány                                        | mellékszereplő magyar hangja Kiss Erika   |
| 2016       | Supergirl                    | Supergirl                        | Cameron Chase                                         | 1 epizód magyar hangja Farkasházi Réka    |
| 2017       | Fear the Walking Dead        | Fear the Walking Dead            | Tracy Otto                                            | 1 epizód                                  |
| 2017       |                              | Training Day                     | Lauren                                                | 1 epizód                                  |
| 2020       |                              | Interrogation                    | Amy Harlow                                            | 1 epizód                                  |
| 2021       | WandaVízió                   | WandaVision                      | Sarah Proctor / "Dottie Jones"                        | mellékszereplő magyar hangja Zakariás Éva |
| 2021       | Cseles csajok                | Good Girls                       | Ingatlanügynök                                        | 1 epizód                                  |
| 2024       | Mindvégig Agatha             | Agatha All Along                 | Sarah Proctor                                         | mellékszereplő magyar hangja Zakariás Éva |